# HLA-B16

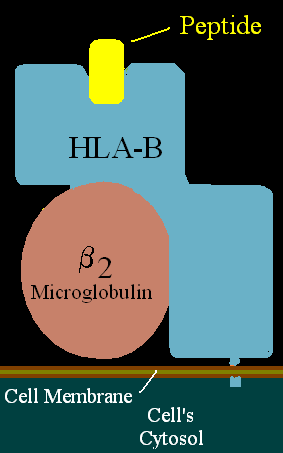

HLA-B16 هو نمط مصلي من مستضد الكريات البيضاء البشرية-ب.